# Divisione No. 9 (Manitoba)
La Divisione No. 9, o Portage la Prairie (parte della Central Plains Region) è una divisione censuaria del Manitoba, Canada di 23.086 abitanti.

## Comunità
- Elm Creek
- Portage la Prairie
- St. Claude